# Llista de personatges, objectes i llocs de la mitologia germànica

## Personatges

### Déus i deesses
- Odin és el déu principal del panteó germànic, net de Buri, fill de Bor i Bestla
- Norna són tres germanes anomenades Urd (el que ha succeït), Verdandi (el que està succeint) i Skuld (el que succeirà).
- Asa és un prefix en forma genitiva del mot Áss que serveix per indicar la pertinènça d'un déu al clan diví dels Aesir.
- Heimdall
- Buri
- Bor és el fill de Buri, el qual es va casar amb Bestla i va tenir Odín, Vili i Ve.
- Herecura
- Hludana
- Thor
- Loki

### Gegants
- Bergelmir
- Bestla
- Ymir

### Humans i herois
- Ask i Embla
- Adils
- Aun rei llegendari
- Berserker
- Bödvar Bjarki
- Domalde.
- Domar
- Dyggve.
- Fafnir, un nan.
- Harald Hildetand.
- Ingjald.
- Ivar Vidfamne.
- Ohthere, rei semihistòric de Suècia.
- Ragnar Lodbrok
- Shieldmaiden
- Skirnir
- Skjöld, rei llegendari
- Sigmund
- Sigurd
- Sigurd Ring
- Starkad, heroi llegendari
- Veleda

## Animals
- Auðumbla, vaca del gegant Ymir.
- Fenrir
- Jörmungand
- Hugin i Munin
- Ratatösk
- Skoll

## Altres éssers
- Alebarich
- Draugr
- Fenrisulfr
- Geri i Freki
- Goin
- Graback
- Grafvolluth
- Gultopp
- Hati
- Hatri
- Moin
- Les Nornes
- Nidhogg
- Níðhöggr
- Ratatosk
- Sleipnir
- Skoll
- Tanngrisnir i Tanngnjóstr
- Valiquíries
- Yggdrasil.

## Mons i localitzacions
- Álfheim
- Asgard
- Bifröst
- Bilskirnir
- Breidablik
- Egil One-Hand
- Elivagar
- Fyris Wolds
- Gandvik
- Ginnungagap
- Hel
- Hlidskjalf
- Hvergelmir
- Jötunheimr
- Leipter River
- Kormet
- Midgard
- Muspelheim
- Náströnd
- Niðavellir
- Niflheim
- Ormet
- Reidgotaland
- Slidr River
- Svartálfaheim
- Utgard
- Valhalla
- Vanaheim
- Vimur
- Yggdrasil

### Rius
- Leipter.
- Slidr.
- Vimur.

## Esdeveniments
- Fimbulvetr
- Ragnarök

## Objectes
- Balmung
- Brisingamen
- Draupnir
- Dromi
- Eitr
- Mjolnir
- Skíðblaðnir
- Gram
- Gungnir
- Tyrfing
- Pou d'Urd (vegeu Urd).